# Główny Inspektorat Farmaceutyczny
Główny Inspektorat Farmaceutyczny (GIF) – instytucja państwowa nadzorująca kontrolę nad wytwarzaniem, obrotem produktów leczniczych na terenie Polski dla zapewnienia bezpieczeństwa pacjentom.
Główny Inspektorat Farmaceutyczny zajmuje się:
- Wycofaniem, wstrzymaniem, zastosowaniem produktów leczniczych w zakładach opieki zdrowotnej, szpitalach, hurtowniach farmaceutycznych, aptekach, punktach aptecznych oraz w sklepach zielarsko medycznych.
- Wstrzymania lub wycofania produktów z hurtowni farmaceutycznych i aptek ogólnodostępnych w przypadku podejrzenia lub stwierdzenia o danym produkcie, że jest niedopuszczony, niedozwolony lub nie stanowi wymagań jakościowych do obrotu w sprzedaży na terenie całego kraju.
- Nadzór prowadzi również pełną kontrolę nad udzielaniem, zmianami, cofnięciami, odmową udzielenia zezwolenia na prowadzenie apteki, hurtowni farmaceutycznej, wytwarzaniem produktów leczniczych, reklamą leków.

Główny Inspektorat Farmaceutyczny mieści się w Warszawie, przy ul. Senatorskiej 12

## Kierownictwo
- Łukasz Pietrzak – Główny Inspektor Farmaceutyczny[1]
- Marcin Wójtowicz – Dyrektor Generalny[2]

## Struktura organizacyjna
- Prezes Rady Ministrów
- Minister zdrowia
- Główny Inspektor Farmaceutyczny
- Główny Inspektorat Farmaceutyczny
- Wojewódzki Inspektorat Farmaceutyczny
- Wojewódzki Inspektorat Farmaceutyczny – delegatury
- Laboratoria kontroli i jakości leków (9 laboratoriów)

## Lista Głównych Inspektorów Farmaceutycznych
- Dorota Duliban (2000–2006)[3]
- Zofia Ulz (2006–2015)[4]
- Zbigniew Niewójt (p.o., 2015–2018)[5]
- Paweł Piotrowski (2018–2021)[6][7]
- Ewa Krajewska (2021–2023)[8]
- Łukasz Pietrzak (od 2024)[9]